# Jared Huffman
Jared William Huffman, född 18 februari 1964 i Independence i Missouri, är en amerikansk demokratisk politiker och jurist. Han är ledamot av USA:s representanthus sedan 2013.
Huffman utexaminerades 1986 från University of California, Santa Barbara och avlade sedan 1990 juristexamen vid Boston College.